# 腔棘魚科
腔棘魚科（学名：Coelacanthidae）是腔棘魚目下的一科，化石分布於全世界，起源於古生代二疊紀，然後在中生代侏儸紀時完全滅絕。
現存的矛尾魚經常被認為是腔棘魚科的成員，不過事實上，牠們是屬於比較進化的矛尾魚屬，一直到更新世才出現。

## 外部連結
- Mikko's Phylogeny Archive on Coelacanthiformes